# 扶猛
扶猛（？—560年代），字宗略，上甲郡黃土縣（今陕西省旬阳县）人，南梁、西魏及北周官员。

## 生平
扶猛祖上世代為白獸蠻渠帥，他在南梁大同年間擔任持節、厲鋒將軍、青州刺史，轉官上庸新城二郡守、南洛北司二州刺史，封宕渠縣男。及後侯景作亂，扶猛聚眾自守，不從屬任何人。西魏大統十七年（551年），大將軍王雄平定魏興，扶猛和部下據險建立碉堡，只遣使偷偷转达馈赠。魏廢帝元年（552年），魏興郡發生叛乱，王雄逐一擊破，扶猛於是投降。宇文泰考慮他世代據守該處，決定加以招納，授官車騎大將軍、儀同三司，加散騎常侍，復爵宕渠縣男。割二郡為羅州，任命他為刺史；宇文泰又下令他率令部下千多人跟隨開府賀若敦討伐信州，賀若敦就吩咐他由岔路攻打白帝。往白帝的路途人跡罕至，路途不通，扶猛和部眾攀山越嶺、手抓葛藤；在深達七尺雪地中難以運糧，他獎勵士兵連夜趕路，終於到達白帝城。當地刺史向鎮侯列兵迎戰，扶猛打敗他入城，撫慰民众，無不心悅誠服。
譙淹與西魏軍戰敗，打算乘船沿江東下投靠南梁，扶猛與賀若敦夾擊而打敗他。還師後，扶猛以功進開府儀同三司，不久信州蠻夷造反，他再次跟從賀若敦討平，又率領水軍於汶陽擊破蠻帥文子榮，進爵臨江縣公，增邑一千戶。武成年間，南陳將領侯瑱逼近湘州，他又隨同賀若敦赴救，除授武州刺史，回歸後改任羅州刺史。保定（563年）三年，轉任綏州刺史，跟隨衛公宇文直支援陳將華皎。當時大軍不利，只有扶猛部眾保全。他又從屬田弘攻破漢南諸蠻，前後十多次戰事積下戰功，進大將軍，不久病死。

## 引用
1. 1 2  《周書·卷四十四·列傳第三十六》：扶猛字宗略，上甲黃土人也。其種落號白獸蠻，世為渠帥。猛，梁大同中以直後出為持節、厲鋒將軍、青州刺史，轉上庸新城二郡守、南洛北司二州刺史，封宕渠縣男。及侯景作亂，猛乃擁眾自守，未有所從。
2. 1 2  《北史·卷六十六·列傳第五十四》：扶猛，字宗略，上甲黃土人也。其種落號白獸蠻。猛仕梁，位南洛、北司二州刺史，封宕梁縣男。
3. ↑  《周書·卷四十四·列傳第三十六》：魏大統十七年，大將軍王雄拓定魏興，猛率其眾據險為堡，時遣使微通餉饋而已。魏廢帝元年，魏興叛，雄擊破之，猛遂以眾降。太祖以其世據本鄉，乃厚加撫納，授車騎大將軍、儀同三司，加散騎常侍，復爵宕渠縣男。割二郡為羅州，以猛為刺史。
4. ↑  《北史·卷六十六·列傳第五十四》：魏廢帝元年，以眾降。周文厚加撫納，復爵宕渠縣男，割二郡為羅州，以猛為刺史。
5. ↑  《周書·卷四十四·列傳第三十六》：令率所部千人，從開府賀若敦南討信州。敦令猛別道直趣白帝。所由之路，人跡不通。猛乃梯山捫葛，備歷艱阻。雪深七尺，糧運不繼，猛獎勵士卒，兼夜而行，遂至白帝城。刺史向鎮侯列陣拒猛。猛與戰，破之，乘勝而進，遂入白帝城。撫慰民夷，莫不悅附。
6. ↑  《北史·卷六十六·列傳第五十四》：令從開府賀若敦南討信州。敦令猛直道白帝，所由之路，人跡不通。猛乃梯山捫葛，備曆艱阻，遂入白帝。撫慰人夷。莫不悅附。
7. ↑  《周書·卷四十四·列傳第三十六》：譙淹與官軍戰敗，率舟師浮江東下，欲歸於梁。猛與敦等邀擊，破之。語在《敦傳》。師還，以功進開府儀同三司。俄而信州蠻反，猛復從賀若敦討平之。又率水軍破蠻帥文子榮於汶陽。進爵臨江縣公，增邑一千戶。
8. ↑  《北史·卷六十六·列傳第五十四》：以功進開府儀同三司。俄則信州蠻反，猛復從賀若敦平之，進爵臨江縣公。
9. ↑  《周書·卷四十四·列傳第三十六》：武成中，陳將侯瑱等逼湘州，又從賀若敦赴救，除武州刺史。後隨敦自拔還，復為羅州刺史。保定三年，轉綏州刺史，從衛公直援陳將華皎。時大軍不利，唯猛所部獨全。又從田弘破漢南諸蠻，前後十餘戰，每有功。進位大將軍。後以疾卒。
10. ↑  《北史·卷六十六·列傳第五十四》：後從田弘破漢南諸蠻，進位大將軍。卒。

## 延伸阅读
[在维基数据编辑]
 《周書·卷44》，出自令狐德棻《周書》
 《北史·卷066》，出自李延壽《北史》